# Extremely Unique Dynamic
Extremely Unique Dynamic es una película de meta-comedia y stoner estadounidense de 2024 escrita y dirigida por Katherine Dudas, Ivan Leung y Harrison Xu, y protagonizada por Leung y Xu. Se estrenó en el Festival Internacional de Cine de Sonoma el 21 de marzo de 2024.

## Sinopsis
Danny y Ryan, mejores amigos de toda la vida, pasarán el fin de semana juntos antes de que Ryan se mude a Edmonton, Alberta. Deciden hacer una película sobre hacer una película protagonizada por dos amigos que están haciendo una película.

## Reparto
- Ivan Leung como Daniel
- Harrison Xu como Ryan
- Hudson Yang como él mismo
- Nathan Doan como Dan

## Producción
Ivan Leung y Harrison Xu escribieron y dirigieron la película, y también la protagonizaron, cada uno interpretando tres papeles. Formaron la compañía productora Heroic Impact para hacer la película, que es el debut cinematográfico de ambos. Es el segundo largometraje de la tercera coguionista y codirectora de la película, Katherine Dudas (después de su debut en el largometraje de 2022 Juniper). La película fue producida por Leung, Xu y Noel Do-Murakami.
Leung y Xu escribieron el guion en un mes y comenzaron a filmar unas tres semanas después. Filmaron la película en cinco días, a menudo con dos cámaras, y luego hicieron varios días de nuevas filmaciones. Ellos mismos financiaron la película.

## Estreno
La película se estrenó en el Festival Internacional de Cine de Sonoma el 21 de marzo de 2024. El 19 de junio de 2024, se anunció que Strand Releasing había adquirido los derechos en América del Norte, con planes para un estreno en cines a finales del otoño de 2024. La película se estrenó en Estados Unidos el 10 de enero de 2025. Recaudó 38.207 dólares en un solo cine en su primer fin de semana.